# Ильинка (Доволенский район)
Ильи́нка — село в Доволенском районе Новосибирской области России. Административный центр Ильинского сельсовета.

## География
Площадь села — 266 гектаров.

## История
Основано в 1886 году. В 1928 года село Буланка состояло из 471 хозяйств, основное население — русские. В административном отношении являлось центром Ильинского сельсовета Баклушевского района Барабинского округа Сибирского края.

## Население
| 1926 | 2002 | 2007 | 2010 |
| ---- | ---- | ---- | ---- |
| 2803 | ↘990 | ↘916 | ↘849 |

## Инфраструктура
В селе по данным на 2007 год функционируют 1 учреждение здравоохранения, 2 образовательных учреждения.